# Seznam protioklepnih raketnih orožij z vodljivimi izstrelki
Seznam protioklepnih raketnih orožij z vodljivimi izstrelki.

## Seznam

### B
- Bofors RBS-56 (BILL; Švedska)

### D
- Dragon (ZDA)

### E
- Eryx (Francija)

### F
- Fagot (AT-4; Sovjetska zveza)

### H
- HOT (Francija)

### J
- Javelin (ZDA)

### K
- Konkurs (Rusija)
- Kornet (AT-14; Rusija)
- Krizantema (Rusija)

### M
- Maljutka (AT-3, Sovjetska zveza)
- Metis (AT-7; Sovjetska zveza)
- MILAN (Italija)

### S
- Swingfire (Združeno kraljestvo)

### T
- TOW (ZDA)
- TRIGAT MR (Italija)